# Bogenecho

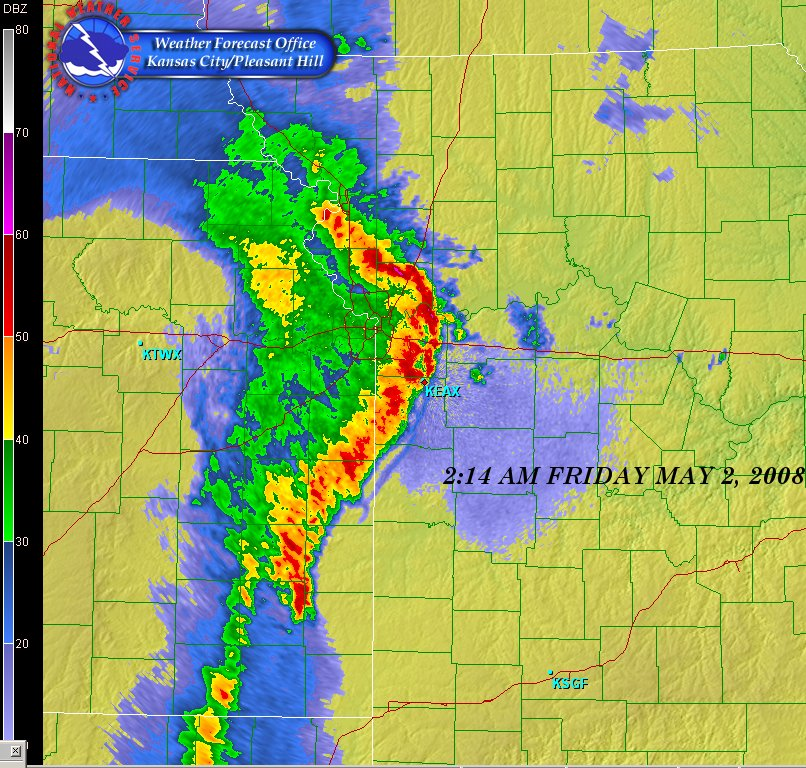
Radarbild eines Bogenechos über Kansas City am 2. Mai 2008

Das Bogenecho (aus dem Englischen bow echo) ist ein bogenförmiges Echo im Niederschlagsradarbild, das meist aus einer Multizellenlinie besteht, seltener auch aus einer einzelnen Superzelle heraus entstanden ist.
Im Zusammenhang mit den Bogenechos werden meist schwere Böen auf der Rückseite der Echolinie beobachtet, die teilweise Orkanstärke erreichen (Downburst). Ursache für die bogenförmige Struktur ist ein dominierender Abwind in dessen Mitte, der durch einen Starkwind in den mittleren und unteren Höhenschichten verstärkt wird, sowie schwächeren Winden an den Nord- und Südteilen des Echos.
Meist überwiegt zyklonale Rotation im Nordteil des Bogenechos, welche durch die Corioliskraft gestützt wird. Dann entwickelt es sich typischerweise zum Komma, der Südteil ist wegen der antizyklonalen Rotation schwächer.
Im Doppler-Radar erkennt man Bogenechos an zwei benachbarten Flächen unterschiedlicher, bestenfalls intensiver Farbe (beim DWD meist grün und rot), die den Windsprung am Bogenecho markieren (z. B. rot: vom Radar weg, grün: auf das Radar zu bewegend).
Neben schweren Downbursts kann es selten auch zu Tornados im hinteren Bereich des Bogenechos kommen, wenn sich im zyklonalen Kopf (Nordteil) der rear flank downdraft (ein rückseitig flankierender Abwind) um den rotierenden Aufwind herumwickelt.